# Jost Hänzenberger
Jost Hänzenberger (4 settembre 1583 – Herisau, forse 1635) è stato un politico svizzero.

## Biografia
Figlio di Ulrich Hänzenberger, sposò Verena Meyer, figlia di Gorius Meyer. Fu controllore dei pesi e delle misure di Appenzello Esterno nel 1612, responsabile delle costruzioni della parrocchia e amministratore della cassa dei poveri a Herisau nel 1616, incaricato di Appenzello Esterno per l'acquisto di scorte di cereali nel 1617, Vicelandamano nel 1620 e dal 1623 al 1630, Landamano dal 1631 al 1635 e 14 volte inviato alla Dieta federale dal 1622 al 1633.
Mentre era Vicelandamano riuscì a imporre, nonostante una forte opposizione, la riforma del sistema ipotecario nel cosiddetto affare dello Schillinggeld nel 1629-1630, il che gli consentì di accedere alla carica di Landamano. È ignota la data esatta di morte, si ritiene possa essere morto di peste nel 1635 a Herisau.